# Stazione di Ōnojō
La stazione di Ōnojō (大野城駅?, Ōnojō-eki) è una stazione ferroviaria della città omonima della prefettura di Fukuoka, in Giappone, anche se l'uscita ovest è situata nell'area della vicina città di Kasuga. La stazione è servita dalla linea principale Kagoshima della JR Kyushu.

## Linee e servizi ferroviari
JR Kyushu
■ Linea principale Kagoshima

## Struttura
La stazione è dotata di due banchine laterali con due binari passanti in superficie. Sono presenti ascensori per l'accesso alle banchine, servizi igienici e biglietteria presenziata nel fabbricato viaggiatori a ponte posto sopra i binari.
| 1 | ■ Linea principale Kagoshima |  | per Futsukaichi, Tosu e Ōmuta    |
| 2 | ■ Linea principale Kagoshima |  | per Hakata, Akama, Orio e Kokura |

## Stazioni adiacenti
| «                          | Servizio                   | »                          |
| Linea principale Kagoshima | Linea principale Kagoshima | Linea principale Kagoshima |
| -------------------------- | -------------------------- | -------------------------- |
| Kasuga                     | Locale                     | Mizuki                     |
| Minami-Fukuoka             | Semirapido1                | Futsukaichi                |
| Minami-Fukuoka             | Rapido                     | Futsukaichi                |